# Mark Davies
Mark Nicholas Davies (Wolverhampton, 18 februari 1988) is een Engels voetballer die bij voorkeur als middenvelder speelt. Hij speelt sinds 2009 bij Bolton Wanderers.

## Clubcarrière
Davies werd geboren in Wolverhampton en debuteerde voor Wolverhampton Wanderers in augustus 2005 tegen Leeds United. Hij speelde 27 competitiewedstrijden voor de club. In november 2008 werd hij uitgeleend aan Leicester City. Op 26 januari 2009 tekende hij een 4,5-jarig contract bij Bolton Wanderers, op dat moment in de Premier League actief. Twee dagen later debuteerde hij tegen Blackburn Rovers. Op 15 februari 2011 werd zijn contract met nog een jaar verlengd. In 2012 degradeerde Bolton uit de Premier League. Inmiddels speelde hij reeds meer dan 100 competitiewedstrijden voor Bolton. Op 27 februari 2013 kreeg hij een contractverlenging tot medio 2017.